# Панамериканский чемпионат по дзюдо 2002
Панамериканский чемпионат по дзюдо 2002 года прошёл 8-10 ноября в столице Доминиканской Республике Санто-Доминго под эгидой Панамериканского союза дзюдо. Чемпионат был 27-м по счёту. Неофициальный командный зачёт после 4-летнего перерыва уверенно возглавили представители Кубы, завоевавшие 16 наград: 10 золотых, 4 серебряных и 2 бронзовых. Всего наград удостоились спортсмены 15 стран.

## Медалисты

### Мужчины
| Категория            | Золото                      | Серебро                                 | Бронза                                                              |
| -------------------- | --------------------------- | --------------------------------------- | ------------------------------------------------------------------- |
| до 55 кг             | Хавьер Гуэдес · Венесуэла   | Борис Лопес · Эквадор                   | Адриано Ямамото · Бразилия Феликс Франко · Доминиканская Республика |
| до 60 кг             | Тэйлор Таката · США         | Модесто Лара · Доминиканская Республика | Мигель Альбаррасин · Аргентина Леонидес Мена · Куба                 |
| до 66 кг             | Йорданис Аренсибиа · Куба   | Энрике Гимарайш · Бразилия              | Алекс Оттиано · США Хуан Хасинто · Доминиканская Республика         |
| до 73 кг             | Чак Джефферсон · США        | Луис Камило · Бразилия                  | Руберт Тексидор · Куба Жан-Франсуа Марсо · Канада                   |
| до 81 кг             | Ариэль Сганга · Аргентина   | Габриэль Артеага · Куба                 | Флавиу Канту · Бразилия Рик Хоун · США                              |
| до 90 кг             | Йосван Деспайне · Куба      | Брайан Олсон · США                      | Хосе Геральдино · Доминиканская Республика Габриэль Лама · Чили     |
| до 100 кг            | Николас Жиль · Канада       | Орейдис Деспайне · Куба                 | Лучано Корреа · Бразилия Майкл Барнес · США                         |
| свыше 100 кг         | Даниэль Эрнандес · Бразилия | Ригоберто Трухильо · Куба               | Тревор Макальпин · Канада Джон Сербин · США                         |
| Абсолютная категория | Даниэль Эрнандес · Бразилия | Ригоберто Трухильо · Куба               | Джоэл Брутус · Гаити Луис Мароул · Гондурас                         |

### Женщины
| Категория            | Золото                                  | Серебро                       | Бронза                                                    |
| -------------------- | --------------------------------------- | ----------------------------- | --------------------------------------------------------- |
| до 44 кг             | Ярелис Суэро · Доминиканская Республика | Сочитл Араус · Никарагуа      | Эрика Дамасцено · Бразилия Джоана Бризуэла · Венесуэла    |
| до 48 кг             | Свисли Джей · Куба                      | Кэролин Лепаг · Канада        | Татьяна Лима · Бразилия Лиссет Оронсо · Колумбия          |
| до 52 кг             | Амарилис Савон · Куба                   | Шарли Минкин · США            | Матя Мая · Бразилия Амината Саль · Канада                 |
| до 57 кг             | Юрислейди Лупетей · Куба                | Таня Феррейра · Бразилия      | Мишель Бэкингем · Канада Эллен Уилсон · США               |
| до 63 кг             | Саррия Анаисис · Куба                   | Эрика Мораэс · Бразилия       | Роксана Гарсия · Пуэрто-Рико Даниэла Круковер · Аргентина |
| до 70 кг             | Сибелис Веранес · Куба                  | Мари-Элен Чисхольм · Канада   | Кристина Себастьяно · Бразилия Элизабет Копес · Аргентина |
| до 78 кг             | Юрисел Лаборде · Куба                   | Росанхела Консесао · Бразилия | Жасинта Мэлони · Канада Жиль Коллинз · США                |
| свыше 78 кг          | Дайма Бельтран · Куба                   | Ванесса Замботти · Мексика    | Кармен Чала · Эквадор Оля Бергер · Канада                 |
| Абсолютная категория | Дайма Бельтран · Куба                   | Джованна Бланко · Венесуэла   | Росанхела Консесао · Бразилия Ванесса Замботти · Мексика  |

## Медальный зачёт
*   Принимающая страна (Доминиканская Республика)
| Место           | Страна                    | Золото | Серебро | Бронза | Всего |
| --------------- | ------------------------- | ------ | ------- | ------ | ----- |
| 1               | Куба                      | 10     | 4       | 2      | 16    |
| 2               | Бразилия                  | 2      | 5       | 8      | 15    |
| 3               | США                       | 2      | 2       | 6      | 10    |
| 4               | Канада                    | 1      | 2       | 6      | 9     |
| 5               | Доминиканская Республика* | 1      | 1       | 3      | 5     |
| 6               | Венесуэла                 | 1      | 1       | 1      | 3     |
| 7               | Аргентина                 | 1      | 0       | 3      | 4     |
| 8               | Мексика                   | 0      | 1       | 1      | 2     |
| 8               | Эквадор                   | 0      | 1       | 1      | 2     |
| 10              | Никарагуа                 | 0      | 1       | 0      | 1     |
| 11              | Гаити                     | 0      | 0       | 1      | 1     |
| 11              | Гондурас                  | 0      | 0       | 1      | 1     |
| 11              | Колумбия                  | 0      | 0       | 1      | 1     |
| 11              | Пуэрто-Рико               | 0      | 0       | 1      | 1     |
| 11              | Чили                      | 0      | 0       | 1      | 1     |
| Всего стран: 15 | Всего стран: 15           | 18     | 18      | 36     | 72    |